# Ludvig Bing (sagfører)
 Der er flere personer med dette navn, se Ludvig Bing (fabrikant).
Ludvig Bing (22. marts 1892 i København – 25. august 1963) var en dansk overretssagfører.
Han var søn af porcelænsfabrikant Harald Bing og hustru Harriet født Levin (død 1919); 
Bing blev student fra Frederiksberg Gymnasium 1909, cand.jur. 1916 og overretssagfører 1919 med ansvar for offentlige sager fra 1939.
Han var medlem af kredsbestyrelsen for 1. sagførerkreds 1928-36, formand for samme 1933-36; medlem af Sagførernævnet 1946-53; formand i bestyrelsen for A/S Porcelainsfabrikerne Bing & Grøndahl og Norden, for A/S Christianshavns Oplagspladser (Investeringsselskab) og for A/S Nordisk Gummi & Guttapercha Co.; medlem af bestyrelsen for A/S A.M. Hirschsprung & Sønner, for A/S Dagbladet Politiken og for A/S Tivoli; formand for A/S Sagførernes Auktioner; medlem af bestyrelsen for Etatsraad, Fabrikant Bernhard Ruben og Hustrus Fond og for Etatsraad, Fabrikant Bernhard Ruben og Hustru Ida Rubens Mindelegat; kasserer for foreningen Smaabørns Vel; formand i bestyrelsen for Kunstnernes Understøttelseskasse; medlem af bestyrelsen og forretningsudvalget for Det danske Kunstindustrimuseum samt af bestyrelsen for foreningen Kunstindustrimuseets Venner.
Han blev gift 12. december 1918 med Sigrid Abildgaard (3. december 1894 i København - 16.november 1964), datter af konsul, grosserer Just Abildgaard og hustru Elise født Berg (død 1939).